# ハリー・ポッターと炎のゴブレット
『ハリー・ポッターと炎のゴブレット』（ハリー・ポッターとほのおのゴブレット、原題: Harry Potter and the Goblet of Fire）は、イギリスの児童文学作家、J・K・ローリングが2000年に発表した、子供向けのファンタジー小説『ハリー・ポッター』シリーズの第4巻。2001年のヒューゴー賞（長編小説）を受賞した。2005年に同じ題名で映画化された。
ホグワーツ魔法魔術学校の4年生となったハリー・ポッターが、望まないまま三大魔法学校対抗試合の選手となり、その裏に史上最悪の魔法使いヴォルデモートの謀略を感じつつ、厳しい試練に立ち向かう1年間を描く。

## 背景
ハリー・ポッターシリーズの過去3作をとおして、主人公のハリー・ポッターは、成長の難しさに加え、有名な魔法使いであるうえでの問題の難しさに苦しんできた。ハリーが赤ん坊のころ、史上最強の闇の魔法使いであるヴォルデモート卿がハリーの両親を殺したが、ハリーの額に稲妻型の傷跡を残したものの、ハリーを殺すことに失敗したあと謎のまま敗走した。その結果ハリーはたちまち有名になり、また虐待的でマグル（魔法使いでない）の、伯母（ペチュニア・ダーズリー）と伯父（バーノン・ダーズリー）に預けられることになった。2人にはダドリーという息子がいる。
ハリーの11歳の誕生日、彼はホグワーツ魔法魔術学校の鍵と領地の番人であるルビウス・ハグリッドから自分が魔法使いであることを知らされ、ホグワーツ魔法魔術学校に入学する。ロン・ウィーズリーやハーマイオニー・グレンジャーと友人になり、力を取り戻そうとしているヴォルデモート卿に立ち向かう。最初の年、ハリーはホグワーツでヴォルデモートと彼の忠実な従者の1人から賢者の石を守る必要に迫られる。夏休みを終えて学校に戻ったあと、ホグワーツの生徒たちは、「秘密の部屋」が開かれたあと、「秘密の部屋」の伝説の怪物に襲われる。ハリーはバジリスクを倒して攻撃を終わらせ、ヴォルデモート卿が完全な力を取り戻そうとする別の試みを阻止する。翌年、ハリーは逃亡中の大量殺人者であるシリウス・ブラックに狙われていると聞かされる。ホグワーツの厳重な安全対策にもかかわらず、ハリーは3年目の終わりにブラックと出会い、ブラックが無実の罪を受け、実はハリーの名付け親であることを知る。また彼は、彼の両親を裏切ったのは父親の古い学友であるピーター・ペティグリューだったことを知る。

## あらすじ
夏休み、ハリーは、奇妙な夢で目が覚める。その夢とは、リトル・ハングルトンにあるリドルの館でヴォルデモートとピーター・ペティグリュー（ワームテール）が自分を殺す計画を立てていて、そこへ現れたマグルの老人フランク・ブライスがヴォルデモートに殺されるというものだった。
その後、ハリーはウィーズリー家からの招待を受け、上級生のセドリック・ディゴリー、その父エイモスとともにクィディッチ・ワールドカップの決勝を観戦しに会場に行く。ハリーは会場で、魔法省の「魔法ゲーム・スポーツ部」部長、ルード・バグマンやロン・ウィーズリーの兄であるパーシーの上司、バーテミウス（バーティ）・クラウチ、そして彼の屋敷しもべ妖精のウィンキーらと出会う。ウィンキーはハリーの手で自由の身となった屋敷しもべ妖精ドビーの知り合いであり、ドビーは本来は無給で働かなければいけない屋敷しもべ妖精でありながら、給料をもらえる職場を探しているため、新しい職場が見つからないのだと語る。
アイルランド対ブルガリアのクィディッチの試合をアイルランドが制した激戦のその夜、仮面をつけた複数の魔法使い、通称「死喰い人」（デスイーター）と呼ばれるヴォルデモート卿の配下たちによって13年ぶりにとある事件が起こる。そしてハリー、ロン、ハーマイオニーの3人が混乱から逃げる途中、13年ぶりに不気味な闇の印（ヴォルデモート卿と死喰い人の印）が打ち上げられる。事件現場の真下には魔法省の役員数十名が放った「失神呪文」に当たった妖精ウィンキーが、気づかないうちに失くしていたハリーの杖を持ち、失神していた。クラウチは自分が指示した場所にウィンキーがいなかったことに激怒し、ウィンキーを解雇する。ハーマイオニーはそんなクラウチの行動に納得がいかず、腹を立てる。
新学期が始まり、元「闇祓い」アラスター・ムーディ（マッド-アイ）が「闇の魔術に対する防衛術」教授に就任する。そしてアルバス・ダンブルドア校長が、ホグワーツ魔法魔術学校、ダームストラング専門学校、ボーバトン魔法アカデミーの3校による「三大魔法学校対抗試合（トライウィザード・トーナメント）」が約100年ぶりにこの一年間にわたって行われることになり、代表選手は各校の17歳以上の生徒から、ひとりずつ選ばれると発表する。
ハロウィーンの前日、ダームストラングとボーバトンの生徒たちと各校長たちがホグワーツに到着する。次の日のその夜、ダンブルドアは代表選手を選び出す「炎のゴブレット」を紹介し、立候補する者は名前を書いた紙をゴブレットのなかに入れるよう告げる。代表選手の名前のみが、ゴブレットから出ることになっている。結果、ホグワーツからはセドリック・ディゴリー、ダームストラングからはビクトール・クラム、ボーバトンからはフラー・デラクールが出場することとなる。しかし、その3人が選ばれたあとも火は燃えつづけ、ゴブレットからハリーの名前が出てくる。ハリーは自分の名前を入れていなかったため困惑するが、魔法契約の拘束力により辞退できず、4人目の代表選手として三大魔法学校対抗試合に出場することになる。
規定外でありながらも代表となったハリーは、多くの生徒からひんしゅくを買うことになり、親友のロンにも疑われ、絶交状態になる。さらに記者のリータ・スキーターが悲劇的に脚色した中傷記事が「日刊予言者新聞」に掲載され、生徒たちからはさらなる誤解を受ける。
第一の課題は、1頭のドラゴンから第二の課題についてのヒントが隠されている金色の卵を奪うことであった。ルビウス・ハグリッドの助けもあってこの課題を早く知ったハリーは、クラムとフラーの二人も課題の内容を知っていることに気付き、セドリックにも内容を教える。ハーマイオニーの助力を得てドラゴンを出し抜く方法を考えていたハリーは、ムーディからのアドバイスを参考に「呼び寄せ呪文」の練習を始める。
第一の課題で、ハリーは呼び寄せ呪文を使って、シリウス・ブラックからもらった箒「ファイアボルト」での飛行による陽動作戦で金の卵を奪う。肩を怪我するものの、結果はクラムと同点で1位になる。ロンの誤解も解け、ふたりは仲直りする。
ある日、ハリーがハーマイオニーに連れられホグワーツの厨房を訪れると、そこではドビーが働いていた。彼は、週給1ガリオン、1か月に1日の休日をもらっていると言い、ハーマイオニーは喜ぶ。一方、ドビーと一緒にダンブルドアに雇われたウィンキーは、クラウチを思って泣き続ける日々を送っていた。
三大魔法学校対抗試合にともない、クリスマスにダンスパーティが開かれることとなる。ハリーたち代表選手はパートナーと最初に踊ることが決められており、ハリーはパートナーを探さなくてはならなくなる。意を決して初恋の相手、チョウ・チャンに申し込むが、セドリックと行くことになっていると断られる。ロンもフラーに申し込むが断られ、ふたりは焦る。ロンは、最後の手段だとばかりにハーマイオニーを誘うが、彼女はすでにパートナーが決まっていると言われ、断られる。なんとか学年一の美女のパーバティ・パチルを誘うことに成功したハリーは、彼女の妹のパドマ・パチルをロンに紹介してもらえることになり、ふたりともパートナーが決まる。
パーティ当日、ハリーとロンは、美しくドレスアップしてクラムのパートナーとなっているハーマイオニーを見て驚く。パーバティとパドマに愛想をつかされたふたりが庭を歩いていると、セブルス・スネイプがダームストラングの校長イゴール・カルカロフにホグワーツから逃げるよう言っているのを聞く。さらに、ハグリッドがボーバトンの校長、オリンペ・マクシームに自分が半巨人であることを明かすのも聞き、ショックを受ける。
第二の課題が近づいているにもかかわらず、ハリーは金の卵のヒントの謎を解き明かせていなかった。ダンスパーティの帰りにセドリックから卵を持って監督生のバスルームに入るよう言われていたため、意を決しそれを実行する。そこでハリーは嘆きのマートルに出会い、その助言に従って卵を水の中に入れてみると、水中人（マーピープル）の歌が聞こえてくる。その歌の内容は「湖の深い底にいる自分にとって大切なものを時間内に取り戻せ」というものだった。風呂場から帰る途中、ハリーは「忍びの地図」に書かれているスネイプの研究室に、病気のため、クリスマスからホグワーツに姿を見せていない「バーテミウス・クラウチ」と書かれているのを見つけ、不思議に思う。
卵の中のヒントは分かったものの、どうやって水中で呼吸すれば良いのか分からないハリーは、ロンとハーマイオニーと図書室で本を調べるが、ふたりは途中でマクゴナガルから呼び出されたまま戻って来ない。ひとりで探しているうちに眠り、試合開始の10分前にドビーに起こされる。諦めかけたハリーはドビーから鰓昆布を使うアドバイスを受け、試合に参加する。
湖の底にはロン、ハーマイオニー、フラーの妹のガブリエル、チョウが水魔に捕らわれていた。チョウがセドリックに、ハーマイオニーがクラムに助けられ陸に向かうなか、フラーだけが現れない。ハリーはロンとガブリエルを連れて、棄権したフラーを除く3人のうちの最後に陸に戻る。ハリーは到着が一番遅かったがその行いは非常に道徳的であるとの判断で、カルカロフを除くすべての審査員から高得点を受け、2戦の合計でセドリックと同点一位となる。
ホグズミード村に隠れ住んでいるシリウス・ブラックを訪ねたハリー、ロン、ハーマイオニーは、彼からクラウチの息子のことを聞かされる。死喰い人だったクラウチの息子は、父親に見捨てられアズカバンに送られたあとに死亡し、クラウチ自身も周りから息子の行状を監督できなかったことを批判され、魔法省での立場が悪くなり、今に至っているという。一方、リータ・スキーターに中傷の記事を書かれたハーマイオニーは、学校に出入り禁止になっているはずの彼女が、なぜ個人的な会話を立ち聞きして記事にできるのかを探り始める。
第三の課題の説明を受けたあと、クラムと歩いていたハリーは浮浪者のような姿になったクラウチを見つける。わけのわからないことを口走るクラウチをクラムに見張らせ、ハリーはダンブルドアを呼びに行く。戻るとそこにクラウチの姿はなく、クラムが失神し倒れていた。クラムは無事だったが、ハリーはむやみに出歩かないようにハグリッドとシリウスから注意を受ける。
ハリーが占い学の授業中に居眠りをしていると、ヴォルデモートがワームテールを拷問する夢を見る。額の傷の痛みで目が覚めたハリーはダンブルドアに報告に行く。校長室に行くとダンブルドアはファッジ、ムーディと共にクラウチが現れた場所を見に行くところだった。ハリーは校長室で待つように言われる。待っている間、部屋にあった水盆「憂いの篩（うれいのふるい）」に顔を入れハリーはダンブルドアの「記憶」のなかに入る。過去にクラウチの息子が法廷で父親に裁かれている場面を見て、同級生ネビル・ロングボトムの両親がクラウチの息子とベラトリックス・レストレンジに拷問された末に、狂人となったことを知る。その後、戻って来たダンブルドアに夢のことを話し、ネビルの両親については黙っているよう忠告され、ハリーは校長室を出る。
第三の課題ではハリーは迷路でスフィンクスやほかの選手たちを抜かし、今まで助け合ってきたセドリックと一緒に優勝杯を取る。しかし、優勝杯は移動キーになっており、ふたりは「トム・リドル・シニア（ヴォルデモートの父親）」と書かれた墓があるリトル・ハングルトンに連れて行かれ、セドリックは待ち構えていた配下のワームテールに死の呪いで殺される。そしてその後、ヴォルデモート卿は、父親の骨、下僕（ワームテール）の肉、敵（ハリー）の血という3つのアイテムにより、ついに復活する。その後、配下の死喰い人たちがヴォルデモートの招集に応じて集まる。そして、ハリーはヴォルデモートと決闘するが、互いの呪文がぶつかりあったとき、ヴォルデモートの杖で殺された人々のゴーストのような姿が杖から現れる。ハリーは現れた両親のアドバイスや、セドリックのゴーストの最後の願いによって助けられ、セドリックの亡骸とともにホグワーツに戻る。
直前まで墓場で起きていた惨事をまだ信じきれないハリーは、何があったのかをダンブルドアに嗚咽しながら話す。ハリーは優しく諭すムーディに連れられて彼の部屋へと向かうが、そこでムーディは「闇の印」を打ち上げたのも、錯乱の呪文をゴブレットにかけてハリーの名前をゴブレットに入れたのも、さらにハリーが優勝するよう仕向け、ゴブレットを移動キーに替えたのも自分だと語る。ムーディは真相を話し終えると、周りを警戒しながらもハリーに向かって杖を上げる。唖然として動けないハリーだが、間一髪のところでダンブルドアに救出される。ムーディが所持していた魔法のトランクの中からは本物のムーディが現れ、同時に狂気に取り憑かれハリーを殺そうとする偽のムーディは、ポリジュース薬（変身薬）を飲み忘れていたため元の姿に戻った。その正体はクラウチの息子のバーテミウス・クラウチ・ジュニアであった。「忍びの地図」に現れた「バーテミウス・クラウチ」の名前は、父親と同じ名前をつけられた彼のものであった。
「真実薬」を飲まされたクラウチ・ジュニアは、アズカバンにいたとき、余命が短いと分かっていた母親が父親に、代わりに自分を助けるよう頼んで、ポリジュース薬で互いに姿を変え脱獄したこと、その後で父親に服従の呪文で監禁されたが、徐々に呪文を打ち破るようになったこと、クラウチ・ジュニアがまだ生きていると知ったヴォルデモートが家にやって来たこと、そして父親を逆に服従させ、ムーディを捕えて彼に変身し、ホグワーツに入ったことを語る。さらに息子は父親を、ハリーがクラムと歩いていた日に殺したという。その場に呼び出されていたウィンキーは、それを聞いて号泣する。
ハリーは、ヴォルデモートの杖から両親やセドリックの姿が現れたのは、ヴォルデモートの杖とハリーの杖の芯に使われている不死鳥の尾羽が、フォークスのものだったからだとダンブルドアに聞かされる。ロン、ハーマイオニー、ロンの母のモリー、兄のビル、シリウスに付き添われ医務室に入院することになったハリーのもとに、魔法大臣コーネリウス・ファッジが訪れる。ファッジに付き添っていた吸魂鬼はクラウチ・ジュニアの魂を吸い取り、ハリーのことを中傷記事にするリータの記事を信じるファッジは真っ向からヴォルデモートの復活を信じず、ハリーに優勝賞金1千ガリオンを与えてすぐに去る。ダンブルドアはファッジと決別し、かつての仲間に連絡をとるようにシリウスに告げ、スネイプにも任務を与える。
終業式の祝いの席で、ダンブルドアは生徒たちにセドリックの死とヴォルデモートの復活について語る。ハリーは賞金をセドリックの両親に渡そうとするが断られたため、悪戯用品専門店を開くのに資金が必要なウィーズリーの双子兄弟に与える。ハーマイオニーは、リータ・スキーターが無許可の「動物もどき」（アニメーガス）であることを暴き、一年間ペンを持たないよう命令する。汽車の中で楽しい一時を過ごしたハリーは、ふたたびダーズリー家に帰宅する。

## 制作
『ハリー・ポッターと炎のゴブレット』は、『ハリー・ポッター』シリーズの4作目である。第1作『ハリー・ポッターと賢者の石』は1997年6月26日にブルームズベリー社から出版された。第2作『ハリー・ポッターと秘密の部屋』は1998年7月2日に出版された。引き続き、第3作『ハリー・ポッターとアズカバンの囚人』が1999年7月8日に出版された。『炎のゴブレット』は、初期3作品のほぼ2倍の量である（ペーパーバック版は636ページだった）。ローリングは「最初の4作品の中で1番大きなものになることは最初からわかっていた」と述べている。彼女は、結末のために「相応の展開」が必要であり、「複雑な筋書き」を急ぐことは読者を混乱させることになりかねなかったと述べている。また「すべてがより大きくなっている」とし、これはハリーが成長するにつれ、文字どおりにも隠喩的にも広がった彼の視野を象徴しているとも述べている。また彼女は魔法の世界をもっと探検したかったという。
2000年6月27日に正式な題名が発表されるまで、本作は「ハリー・ポッターIV」という仮題で呼ばれていた。それ以前の4月には、出版社は『Harry Potter and the Doomspell Tournament』と記載していた。しかし、J.K.ローリングはエンターテインメント・ウィークリーのインタビューで、題名について決断できずにいることを示した。「私は（題名を）何にするか2度考えを改めました。仮題の『Harry Potter and the Doomspell Tournament』は漏れてしまいました。そこで、私は「Doomspell」を「Triwizard Tournament」（三大魔法学校対抗試合）に変えました。そのあと「炎のゴブレット」と「三大魔法学校対抗試合」の間で揺れていました。最終的には、作品の主題である「運命の杯」のような感じがあるので、「炎のゴブレット」の方を選びました。」
ローリングは、元々マファルダという名前のウィーズリーの親戚を書いたことに触れ、ローリングによれば「『賢者の石』に登場する『株式仲買人をしているはとこ』の娘でした。この株式仲買人は、かつてウィーズリー夫妻にとても無礼でしたが、困ったことに彼と（マグルの）妻との間に魔法使いが生まれたので、ホグワーツに入学する前に魔法使いの社会に彼女を紹介する手助けをしてほしいと頼みにウィーズリー家に戻ってきた。」という。マファルダはスリザリンでリータ・スキーターの役割をするつもりだったが、「学校に閉じこもった11歳の子供が発見できることには明らかに限界がありました」という理由で、最終的に削除された。ローリングは、リータ・スキーターの方が「はるかに柔軟」であると考えた。ローリングはまた、執筆の途中で巨大な矛盾に気づいたため、その当時4作目の執筆が最も難しかったと認めている。特に、ローリングは第9章『闇の印』に苦労し、13回も書き直した。

## 主題
2000年、エンターテインメント・ウィークリー誌でローリングにインタビューしたジェフ・ジェンセンは、『ハリー・ポッター』の小説、特に『炎のゴブレット』では、偏見が大きな主題であると指摘した。ジェンセンは、ヴォルデモートと彼の従者たちがマグルに対してどのように偏見を持っているか、また『炎のゴブレット』ではハーマイオニーが「長い間、年季奉公させられて他に願望がなくなってしまった」ホグワーツの屋敷しもべ妖精を解放するための団体を結成することに言及した。この主題を探求した理由について問われたとき、ローリングは次のように答えた。
偏見はたぶん私が一番嫌悪することだからです。あらゆる形の不寛容や、「自分と異なるものは必要悪だ」という考え方すべてが。私は、違いは平等で良いものだという考えを探求するのが本当に好きです。でも私が探求したいまた別の考えもあります。虐げられた集団は、一般的に言って、団結して立ち上がるような人たちではありません。いいえ、悲しいことに、彼らは内輪でさらに分裂して、地獄のような戦いをするのです。それが人間の本性ですから、この作品にもそれが表れています。この魔法使いの世界では、彼らはすでに社会から排斥されており、そうして自分たち自身の中で、忌まわしい序列を形成しています。
また彼女は、「その年頃の大勢の子供たちが考え始める」ことの1つなので、これが子供たちにとってあまりに「重い」とは感じなかったと述べている。

## 出版と評判

### 英国/米国での発売
『炎のゴブレット』は、ハリー・ポッターシリーズの中で初めてイギリスとアメリカで同じ2000年7月8日に発売された作品である。戦略的に土曜日に発売されたので、子供たちは本の購入と学校の予定が重なることについて心配する必要がなかった。初回発行部数は合わせて500万部以上であった。390万部という記録的な増刷となった。アメリカだけで最初の週末に300万部が売れた。フェデックスは本の配送に9,000台以上のトラックと100機以上の飛行機を派遣した。編集の圧力は、ヴォルデモートの杖からハリーの父親が先に現れるという間違いを引き起こす原因となった。『アズカバンの囚人』で確認できるように、ジェームズが先に亡くなったので、ハリーの母親が先に現れるはずだった。これは後の版で訂正された。

#### 発売告知
この本の宣伝のため、ホグワーツ特急と名付けられた特別列車をブルームズベリーが企画し、J.K. ローリングと販売用の彼女のサイン本、ブルームズベリーの代表と報道陣を乗せ、キングス・クロス駅からパースまで走らせた。本書は2000年7月8日、（この日のために「9+3⁄4番ホーム」と表示された）キングス・クロスの1番ホームで発売され、それに続いて列車が発車した。途中、ディドコット鉄道センター、キダーミンスター、セヴァーン渓谷鉄道、クルー（宿泊）、マンチェスター、ブラッドフォード、ヨーク、イギリス国立鉄道博物館（宿泊）、ニューカッスル、エディンバラに立ち寄り、7月11日にパースに到着した。この列車の機関車は、このツアーのために特別に赤く塗り替えられた「ウェスト・カントリー形」蒸気機関車の34027号車「Taw Valley」で、のちに通常の緑色に戻された（塗り替えはブルームズベリー社が依頼し同社の費用負担で行われた）。客車には寝台車も含まれていた。ホーンジーのすぐ南にあるFerme Parkまでの第1段階のように、逆行が必要な場合に使用するため、もう一方の端にはディーゼル機関車が連結されていた。このツアーは、同じ週末にロンドンで封切られた映画「きかんしゃトーマス 魔法の線路」の公開よりも、大幅に多くの報道陣の関心を集めた。

### 批評家の評価
『ハリー・ポッターと炎のゴブレット』は、おおむね好評である。『ニューヨークタイムズ』の書評で、作家のスティーヴン・キングは『炎のゴブレット』について「ポッターの1作目から3作目と同じくらい良い」と述べ、「思春期のいさかいも適度にうんざりするほどある(…)それは10代のものだ」と論評しながらも、ユーモアと物語の脇筋を称賛した。『カーカス・レビュー』誌は「魔法と謎のもう一つの壮大な物語であり(…)実際よりも短く思えるほど、スラスラと進んでいるのである」とみなしている。しかし、特に終盤で2人の「悪者たち」が長々と説明するために動きを止めるため進行が遅い傾向があり、また続編で解決される問題が「多くの読者、特にアメリカの読者に不快な思いをさせることになりそうだ」と論評している。『ホーン・ブック・マガジン』誌では、Martha V. Parravanoが「ある人は（この作品が）幅広く、人の心をつかんで離さない文章で、夢中にさせると感じるだろうし、またある人は、長く、まとまりがなく、曲がりくねった副詞だらけと感じるだろう」と、称賛と批判が入り交じった批評をしている。『パブリッシャーズ・ウィークリー』誌は、この本の「燻製ニシンの虚偽、最も注意深い読者の目を逸らそうとする狡猾な手掛かりと手の込んだ驚き」を称賛し、「これまでで彼女の最もゾクゾクさせる作品になるかもしれない」と述べている。『ザ・ニューヨーカー』誌に書いたジョーン・アコセラは、「前作が稲妻のように動いたのに対し、ここではテンポが遅く、エネルギーがより分散している。同時に、雰囲気はより重苦しくなっている。」と指摘している。
CNNのKristin Lemmermanは「彼女の文章は、典型的な海辺を舞台にした作品と多くの共通点があり、序盤は新しい読者に登場人物を紹介するため要約が多すぎたが、ローリングはすぐに軌道に戻り、よく描かれた多くの新しい登場人物を読者に紹介している」とし、名作ではないと述べた。Salon.comに書いたCharles Taylorは、雰囲気の変化と登場人物の成長についておおむね肯定的であった。『エンターテインメント・ウィークリー』誌の批評家Kristen Baldwinは『炎のゴブレット』に「A-」の評価を与え、登場人物の成長と提示された多くの主題を称賛している。しかし、衝撃的なクライマックスは、若い読者にとって「悪夢の工場」となるかもしれないと懸念している。
2012年、『School Library Journal』誌が発表した「子ども向け小説のトップ100」の中で98位にランクインした。

### 受賞歴および表彰歴
『ハリー・ポッターと炎のゴブレット』は2001年のヒューゴー賞 長編小説部門をはじめ、数種の賞を獲得している。2002年インディアン・ペイントブラシ・ブック賞を獲得し、これは『賢者の石』『アズカバンの囚人』に続いて3度目の受賞であった。またこの小説は、最高の本の1つとしてオッペンハイム・トイ・ポートフォリオ プラチナ賞にも選ばれ、「最初の3冊よりも心を動かされる」と評された。さらに、『エンターテインメント・ウィークリー』誌が選ぶ『The New Classics: Books – The 100 best reads from 1983 to 2008』では、『炎のゴブレット』は第2位に選ばれている。『ガーディアン』紙が発表した「21世紀の最高の100冊」で、『ハリー・ポッターと炎のゴブレット』は97位にランクインした。

## ゲーム
同タイトルのコンシューマゲームも発売された。
日本においてはハードはニンテンドーDS、ニンテンドー ゲームキューブ、メーカーはこれまでと同一のエレクトロニック・アーツ、2005年11月26日発売。
このほかにゲームではないが、やはり映画を題材にしたトレーディングカードが発売されている。
- 日本語版キャスト（声の出演）
  - ハリー・ポッター - 山本泰輔
  - ロン・ウィーズリー - 佐藤まさよし
  - ハーマイオニー・グレンジャー - 河原木志穂
  - セドリック・ディゴリー - 野島健児
  - ビクトール・クラム - 堀越省之助
  - フラー・デラクール - 本多知恵子
  - アルバス・ダンブルドア校長 - 永井一郎
  - マッド・アイ・ムーディ先生 - 中田和宏
  - アーサー・ウィーズリー - 青山穣
  - ピーター・ペティグリュー - 中博史
  - バーテミウス・クラウチ・ジュニア - 四宮豪
  - ヴォルデモート卿 - 堀勝之祐
  - ナレーション - 中博史